# Neuschönberg (Waldheim)
Neuschönberg ist ein Ortsteil der Stadt Waldheim im sächsischen Landkreis Mittelsachsen. Neuschönberg ist kein offizieller Ortsteil Waldheims und auch nicht Teil einer der beiden Ortschaften der Stadt.

## Lage
Das als Häuslerreihe gegründete Dorf Neuschönberg befindet sich auf der Straße von Unter- und Oberrauschenthal nach Heiligenborn. Neuschönberg liegt rund 500 m westlich der Zschopau direkt an der Bahnstrecke Riesa–Chemnitz. Der Ort auf rund 241 m liegt etwa in der Mitte des Dreiecks Chemnitz-Dresden-Leipzig.

## Geschichte
Das nie selbständige und seit jeher zu Heiligenborn gehörende Örtchen wurde spätestens um 1800 erstmals als Neu Schoenberg erwähnt. Neuschönberg war schon immer nach Reinsdorf gepfarrt und war dem Rittergut Kriebstein zugehörig. Entsprechend seiner Lage gehörte Neuschönberg zum Amt Rochlitz, dem Gerichtsamt Waldheim, der Amtshauptmannschaft und dem Landkreis Döbeln, bis dieser 2008 im heutigen Landkreis aufging. 1973 wurde es mit Heiligenborn nach Waldheim eingemeindet und ist heute kein in der Hauptsatzung der Stadt genannter Ortsteil und ebenso nicht Teil einer der beiden offiziellen Ortschaften der Stadt.
| Jahr      | 1799      | 1834 | 1871 | 1890 |
| --------- | --------- | ---- | ---- | ---- |
| Einwohner | 7 Häusler | 33   | 45   | 40   |

## Belege
1. 1 2  Schönberg, Neu- (1) – HOV | ISGV. Abgerufen am 28. März 2024.